# Туника (племе)
Туника (на английски: Tunica) е група от езиково и културно свързани северноамерикански индиански племена, които в началото на колониалния период живеят в централната част на долината на река Мисисипи. Тази група включва, както самото племе туника така и племената язу, короа и тиу. Всички те говорят близки диалекти на езика туника, който е класифициран като език изолат. До средата на периода Мисисипи тези народи приемат изцяло характерните за Културата Мисисипи елементи като интензивното земеделие, йерархично подреденото общество, производството на керамика и Югоизточния церемониален комплекс. Преди това хората живеят в разпръснати малки села. През следващите векове обществото им постепенно става по-централизирано, а материалната им култура, производството на керамика и погребалните практики започват да се разминават.
До 1540 г. туника живеят в северозападната част на Мисисипи и в по-голямата част на Арканзас, далеч на запад до река Уашита. До 1790 г., племето е принудено да се мести няколко пъти, докато накрая се установяват близо до Марксвил в Луизиана, където по-късно получават малък резерват от 415 акра. Племето получава федерално признаване през 1981 г. като Туника – Билокси племето на Луизиана. При преброяването от 2000 г., 648 души се определят като туника. Седалището на племето е в Марксвил. Хората все още практикуват някои от старите церемонии и се правят опити за възстановяване на езика, който изчезва, след като последният, който го владее умира през 1939 г.

## Култура
Първите европейци, които посещават туника са мисионерите. През 1698 г. те ги откриват на южния бряг на река Язу, малко над устието и. За разлика от северните племена, които мисионерите добре познават, при туника и съседните племена те се сблъскват със съвсем различна култура и начин на живот, за които не предполагат, че могат да съществуват на северноамериканския континент. Туника и сродните им племена имат доста сложни религиозни практики и начин на живот. Те строят храмове, създават култови изображения и имат отделен клас религиозни лидери, както и йерархично построено общество. Религиозните вярвания и церемонии са свързани главно с развитото селско стопанство. За разлика обаче от другите племена в областта, при туника мъжете обработват нивите заедно с жените.
Всички социални и политически въпроси са решавани в главното село. За целта има специална сграда, която е доста по-голяма от обикновените жилища и е издигната на висока могила в центъра на селото, близо до голям централен площад. Домовете на многобройни домакинства са групирани около този площад, който е използван за различни социални и религиозни цели. Всяко семейство живее в отделен дом изграден от преплетени клони и измазан с кал. Покривът е от слама и с пирамидална форма. Множество малки селца са разположени около главното село и просперират главно от земеделието и от търговията със сол, в която играят посредническа роля между племената кадо на запад и различните племена на изток. По-късно, когато идват французите, солта е основната търговска стока, която заменят с тях за европейски стоки.

## История
Между 1540 г. и 1790 г. туника са принудени да се местят няколко пъти по различни причини. Преди 1540 г. живеят в северозападната част на Мисисипи и в по-голямата част на Арканзас. При посещението на Рене Робер дьо Ла Сал през 1682 г. те са на река Язу, а през 1687 г. се съобщава, че всички техни групи живеят в североизточна Луизиана. Първите европейци, които ги посещават са мисионерите през 1698 г. Те откриват племето на южния бряг на река Язу, малко над устието и, току-що преживели епидемия, която унищожава половината от хората им. Към 1706 г. племето се премества близо до устието на Ред Ривър, за да избегне робските нападения на чикасо от север. За следващите 70 години съдбата им е свързана с французите. През 1731 г. се преместват до Трюдо Ландинг, където продължават да се занимават с търговията със сол. Същевременно разширяват търговията си като започват да търгуват и с коне, и през следващите 10 години французите стават силно зависими от туника за доставки на ценните животни. След преминаването на френска Луизиана в британски ръце през 1763 г., туника се местят до Пойнт Купи. Тук започват да разчитат за прехрана повече на лова, отколкото на земеделието. През следващите години белите селища се увеличават неимоверно бързо в региона, изтиквайки малките племена пред себе си. За да избегнат конфронтация с белите, към 1790 г. туника се местят отново и се установяват за последно близо до сливането на реките Уашита и Ред Ревър, където малко по-късно е основан градът Марксвил. Малко след това към тях се присъединяват малка група билокси и единични семейства от други племена. В следващите години, въпреки проблеми с белите си съседи, туника успяват да запазят земята си тук почти непокътната. Постепенно към тях се присъединяват и други местни групи. Впоследствие за смесеното племе е създаден малък резерват от 1,7 квадратни километра непосредствено до Марксвил. През 1981 г. то получава федерално признаване като Туника – Билокси племето на Луизиана, със седалище в Марксвил.